# Miljonair ($hirak)
Miljonair is een lied van de Nederlandse muziekproducent $hirak in samenwerking met de Nederlandse rapformatie SBMG, de Nederlandse rapper Lil' Kleine, de Algerijns-Franse rapper Boef en de Nederlandse rapper Ronnie Flex. Het werd in 2018 als single uitgebracht 

## Achtergrond
Miljonair is geschreven door Chyvon Pala, Henk Mando, Jorik Scholten, Sofiane Boussaadia en Ronell Plasschaert en geproduceerd door Giorgio Tuinfort, Memru Renjaan en Jack $hirak. Het is een nummer uit het genre nederhop. In het lied rappen de artiesten over hun verleden, hun pad naar succes en de droom om miljonair te worden. De dag voordat de single werd uitgebracht, plaatsten alle meewerkende artiesten ten promotie van de single een jeugdfoto van hunzelf op mediaplatform Instagram. De single heeft in Nederland de dubbel platina status.
Het is de eerste keer dat alle artiesten tegelijkertijd op een track te horen zijn, een ensemble dat onder andere is omschreven als een "superhiphopgroep". Onderling waren er wel al vele samenwerkingen. $hirak en SBMG stonden voor Miljonair samen op Beng. Met Lil' Kleine was er geen samenwerking voor het lied, maar werd de samenwerking wel herhaald op Uhuh, Done done, Pornstar martini, waar Boef ook weer op te horen was, en Johnny. Op Uhuh was ook Ronnie Flex te horen, die na Miljonair verder ook de samenwerking met $hirak op Maria, Als je bij me blijft en Baddie aanging. Bij laatstgenoemde was er dan weer naast Ronnie Flex en $hirak ook een rapbijdrage van Boef. Met Boef had $hirak verder nog de bescheiden hits Spiritual en Push it. SBMG en Lil' Kleine stonden voor Miljonair samen op 4x duurder en Gedrag en SBMG en Ronnie Flex stonden samen op Narcos. Met Boef had SBMG de hit Lit. Lil' Kleine en Ronnie Flex hadden voor Miljonair al vele hits samen, waaronder Drank & drugs, Zeg dat niet, Investeren in de liefde, Niet omdat het moet, 1, 2, 3, Mist & regen en Loterij. De samenwerking werd succesvol herhaald op onder andere Vandaan, Standaard procedure en zoals eerder benoemd Uhuh. Met Boef had Lil' Kleine al de hits Wejoow, Krantenwijk en Patsergedrag. Ronnie Flex en Boef hadden samen de hits Speciaal, Come again en Slow down.

## Hitnoteringen
De artiesten hadden groot succes met het lied in de hitlijsten van het Nederlands taalgebied. Het piekte op de eerste plaats van de Nederlandse Single Top 100 en stond vier weken lang op deze positie. In totaal stond het dertig weken in deze hitlijst. In de Nederlandse Top 40 stond het twaalf weken genoteerd, waarin de piekpositie de zesde plek was. In de Vlaamse Ultratop 50 kwam het tot de 25e plaats in de tien weken dat het er in te vinden was. 